# 受胎告知 (ティツィアーノ、サン・サルバドール教会)
『受胎告知』（じゅたいこくち、伊: L'Annunciazione, 英: The Annunciation）は、イタリア、ルネサンス期のヴェネツィア派の巨匠ティツィアーノ・ヴェチェッリオが1559年から1564年にかけて制作した絵画である。油彩。最晩年を代表する最も自由かつ大胆な筆遣いで描かれた作品の1つで、『変容』（Transfiguration）および『磔刑』（Crucifixion ）とともに、アンコーナのコルノーヴィ・デッラ・ヴェッキア家（Cornovi della Vecchia family）によって発注された。これら3作品のうち『受胎告知』と『変容』は現在もヴェネツィアのサン・サルバドール教会の礼拝堂に所蔵されており、『磔刑』はアンコーナのサン・ドミニコ教会に所蔵されている。

## 制作経緯
コルノーヴィ・デッラ・ヴェッキア家はヴェネツィアからアンコーナに移り住んだ裕福な商人の一族である。ティツィアーノはコルノーヴィ・デッラ・ヴェッキア家の発注で、1558年にアンコーナのサン・ドメニコ教会のために『磔刑』を制作している。本作品は『磔刑』に続いて1559年5月に、アントニオ・コルノーヴィ・デッラ・ヴェッキア（Antonio Cornovi della Vecchia）が遺言書を作成した際に発注され、ジョルジョ・ヴァザーリがヴェネツィアを訪れた1566年までに完成していたと考えられている。完成した絵画はヤーコポ・サンソヴィーノが設計したと思われる南通路の3番目の祭壇に設置された。

## 作品

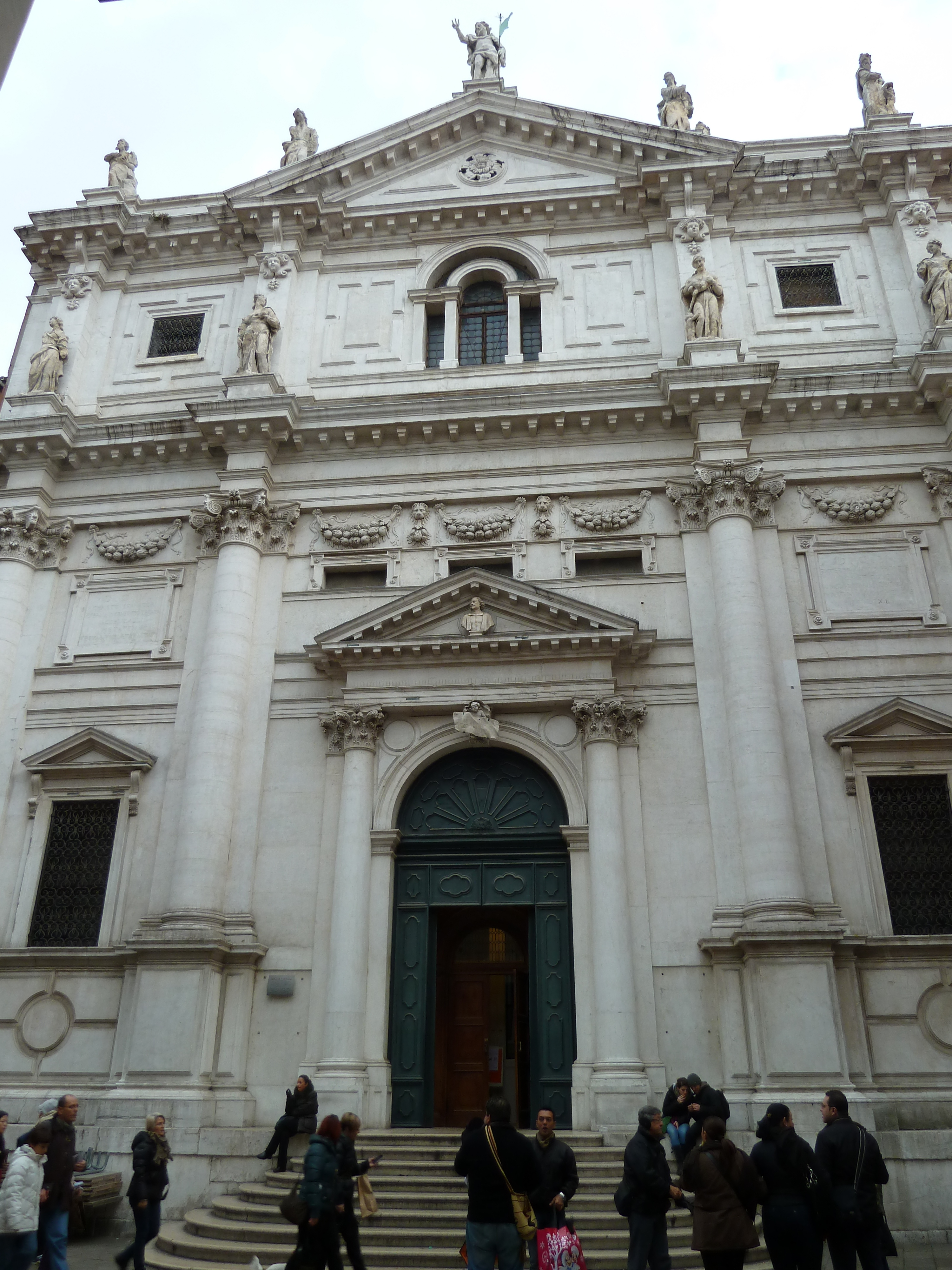
サン・サルバドール教会。

ティツィアーノは受胎告知の場面を縦長の画面を上下に分割して描いている。画面の下には聖母マリアと大天使ガブリエルが描かれ、ヴェールを持ち上げた聖母マリアは天使の出現にやや衝撃を受けている。聖母が聖告を受けるときの典型的なポーズとして胸の前で両腕を交差させるものがあるが、ここでは逆にガブリエルの方がそのポーズをしている。というのも、ティツィアーノが描いているのは聖告の直後であり、ガブリエルは聖母に伝えた自身の言葉の意味と受肉の神秘に対して、畏敬の念に打たれている。その代わりに、ガブリエルは白い百合の花を手にしていない。また大天使の翼は柔らかい羽毛というよりも黒い金属のようである。画面右下には無原罪の御宿りをほのめかすラテン語碑文「燃えるが焼き尽くすことのない火」があり、背景には預言者モーセが見たと言われる、茨を焼き尽くすことなく燃える炎が描写されている。
画面上段上段では、天使の群れが聖母マリアを祝福し、空の開口部から降り注ぐ天の光とともに1羽の鳩が現れている。ティツィアーノは晩年特有の大胆な筆遣いと彼の色彩を使って天使の姿を描き出している。これは天の光の取り扱いで最も明白であり、顔料を構成する成分はティツィアーノの描法によって溶け合い、光の柱となって爆発し、受胎によって始まる新しい時代の夜明けを雷鳴のごとく告げている。

## 評価と解釈
ティツィアーノの晩年の作品は長い間理解されず、その評価は定まっていなかった。晩年の速記的で大雑把な筆遣いは芸術家としての力量あるいは視力の低下に原因があると見なされた。古い逸話によると、サン・サルバドール教会の修道僧に分業による制作を疑われたティツィアーノは絵画に2度署名したと伝えられている。ジョルジョ・ヴァザーリは『受胎告知』と『変容』について「ティツィアーノ自身によってそれほど高く評価されておらず、実際、彼の他の絵画の完成度には及ばない」と主張している。晩年の作品群がティツィアーノの画業の到達点として受け入れられるようになったのは印象派以降のことであり、現代においてさえ、美術史家チャールズ・ホープは『受胎告知』が「嫌われる濁った色彩、物質的な様式、聖母の気取ったポーズ、あるいはガブリエルのひどく描かれた姿と不適切な身ぶり」を用いて描かれたと考えている。ホープの観察はヴァザーリの批判の延長である。対して、ダニエラ・ボーデ（Daniela Bohde）は「濁った色彩」と人物の身体性が『受胎告知』の構成を非常に良いものにしていると説明している。
ボーデは「ティツィアーノの絵画は、究極的には、受肉のテーマの中核である、無形の物質から物質への変容を扱っている」と述べている。図像それ自体が聖母の神の受肉の主要なテーマを説明しており、このテーマは大量に注ぐ光の奥の鳩とともに考えることから来ている。
他のヴェネツィア派の受胎告知のバージョンとは異なり、ティツィアーノは絵画を受胎告知の日（西暦421年の3月25日）に建国されたヴェネツィアの都市の神話に接続していない。ボーデが述べているように「ティツィアーノは、赤と白のタイル張りの床と柱の列を介して『受胎告知』の空間とサン・サルバドール教会の内部をつないでいるに過ぎません。これらの機能は主に絵画と実空間を統合するのに役立ちますが、それほどヴェネツィア的ではありません」。

## 修復
1648年にカルロ・リドルフィは『受胎告知』がドイツ出身の平凡な画家フィリップ・エセンレン（Philip Esengren）によって下手な修復を受けたと述べている。その後も修復は続けられ、ザネッティの証言によると1733年に、1821年から1823年には新古典主義の画家ラッタンツィオ・ケレナによって修復された。1896年には表面から獣脂蝋燭の油が除去され、さらに1988年から1989年の修復により、古い塗り直しと変色したニスが除去された。

## 他のバージョン
『受胎告知』の異なるバージョンとしては、主にトレヴィーゾ大聖堂、ヴェネツィアのサン・ロッコ大同信徒会、ナポリのカポディモンテ美術館に所蔵されているものが知られている。

## ギャラリー

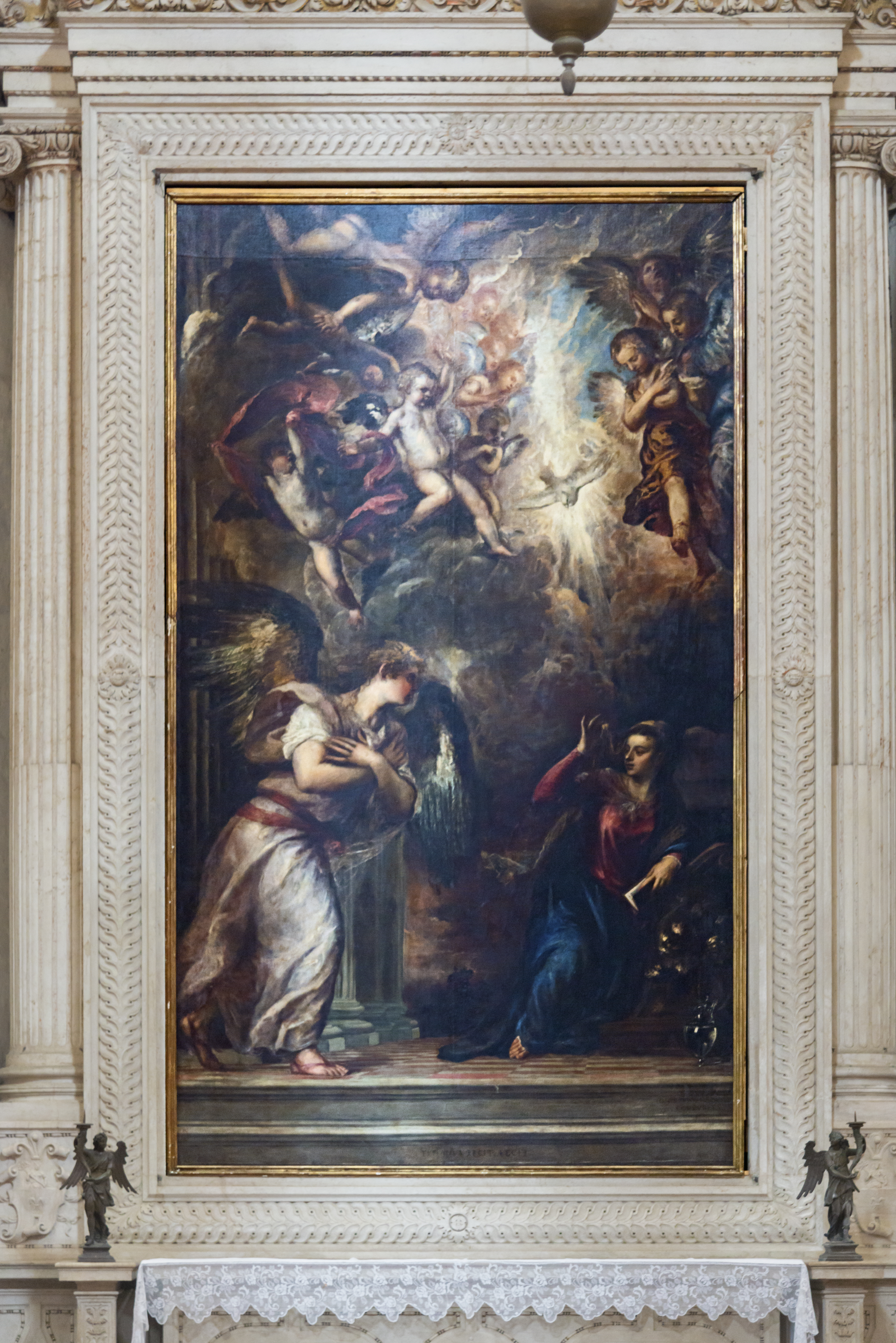
教会に設置された『受胎告知』
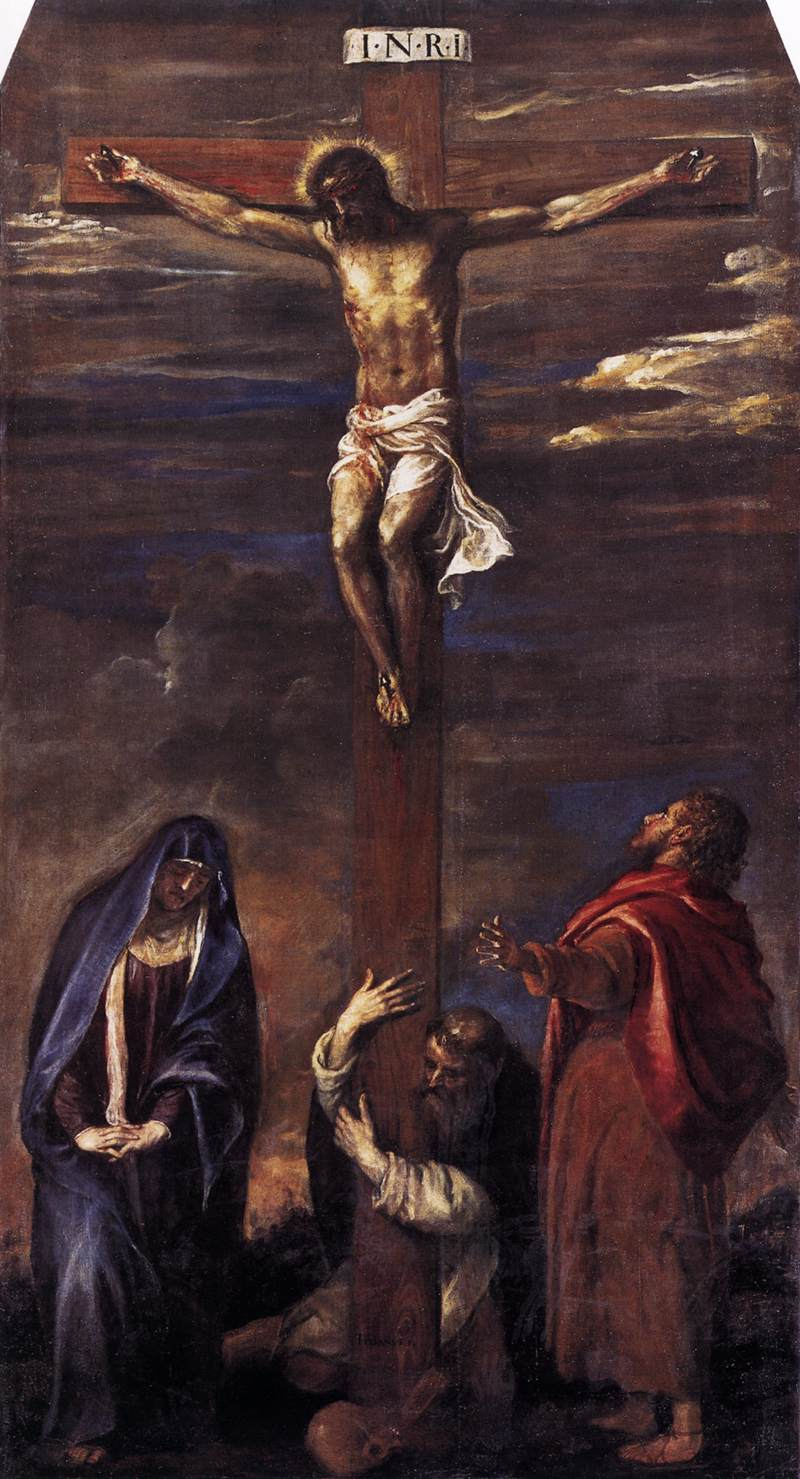
『磔刑』サン・ドミニコ教会（イタリア語版）所蔵
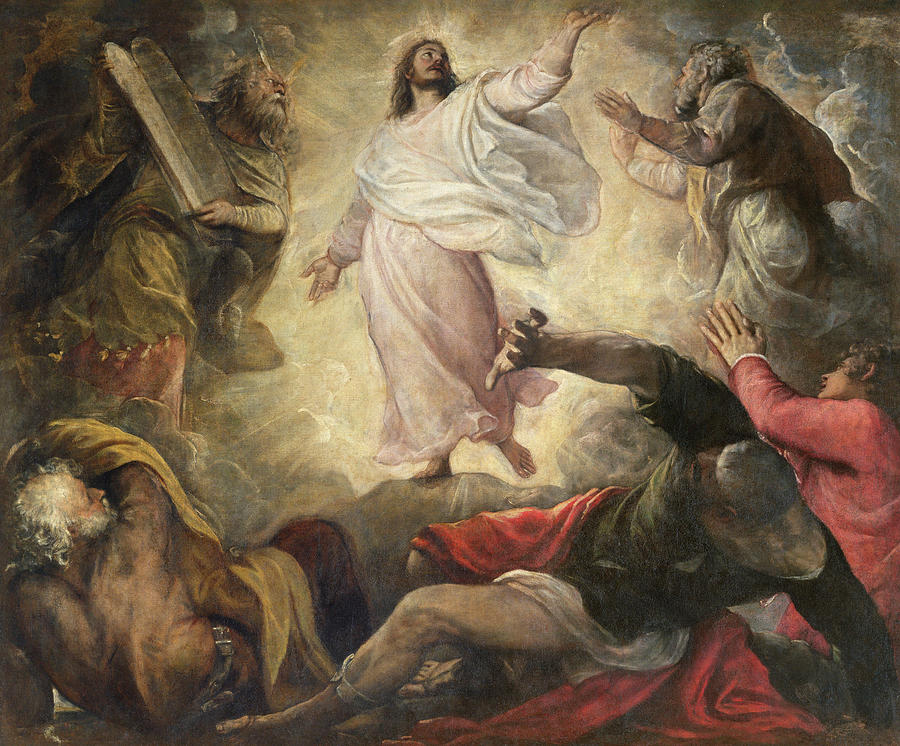
『変容』サン・サルバドール教会（英語版）所蔵

ティツィアーノの『受胎告知』は本作品のほかに以下のような作例がある。

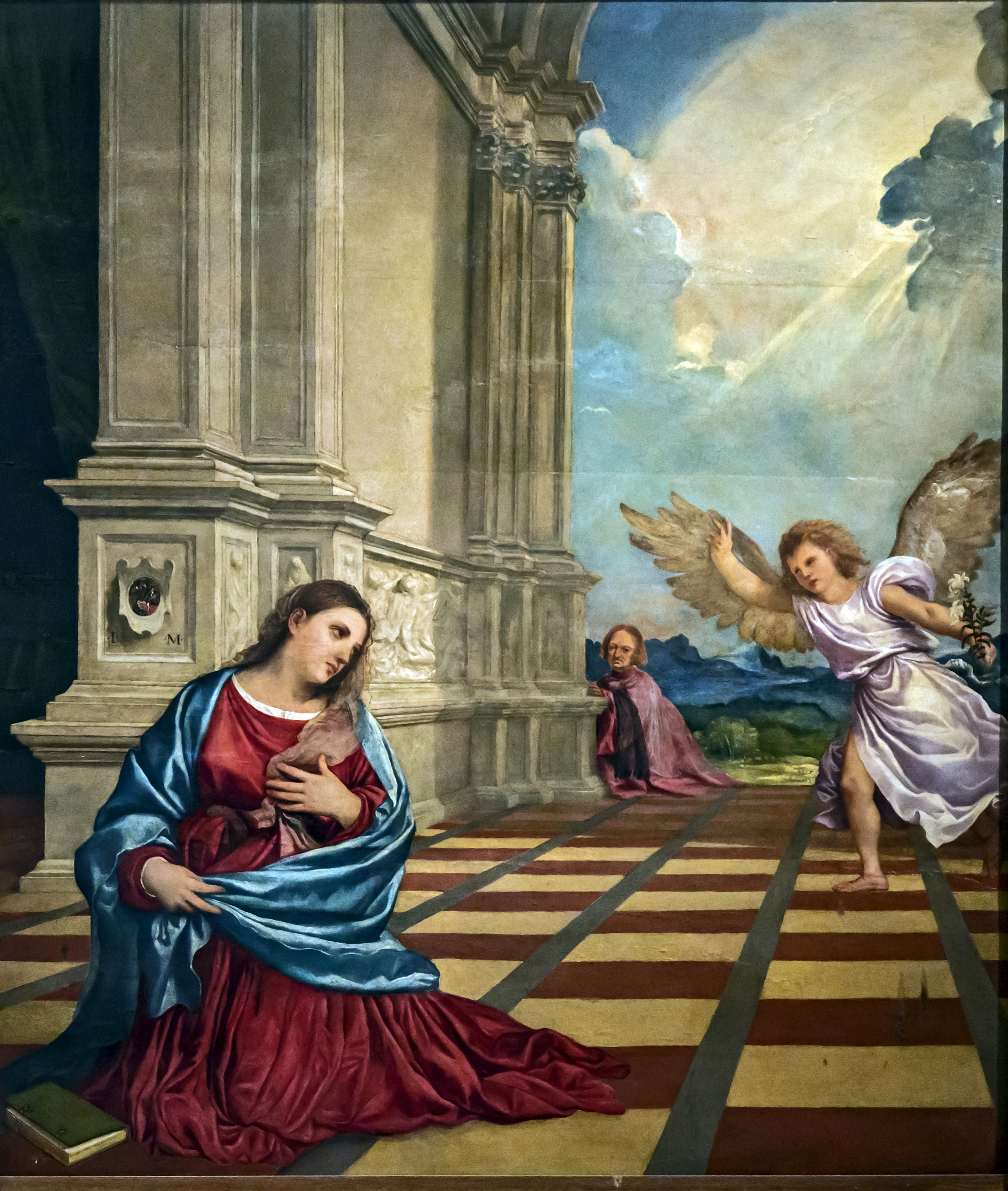
『受胎告知』1519年から1520年の間 トレヴィーゾ大聖堂（英語版）所蔵
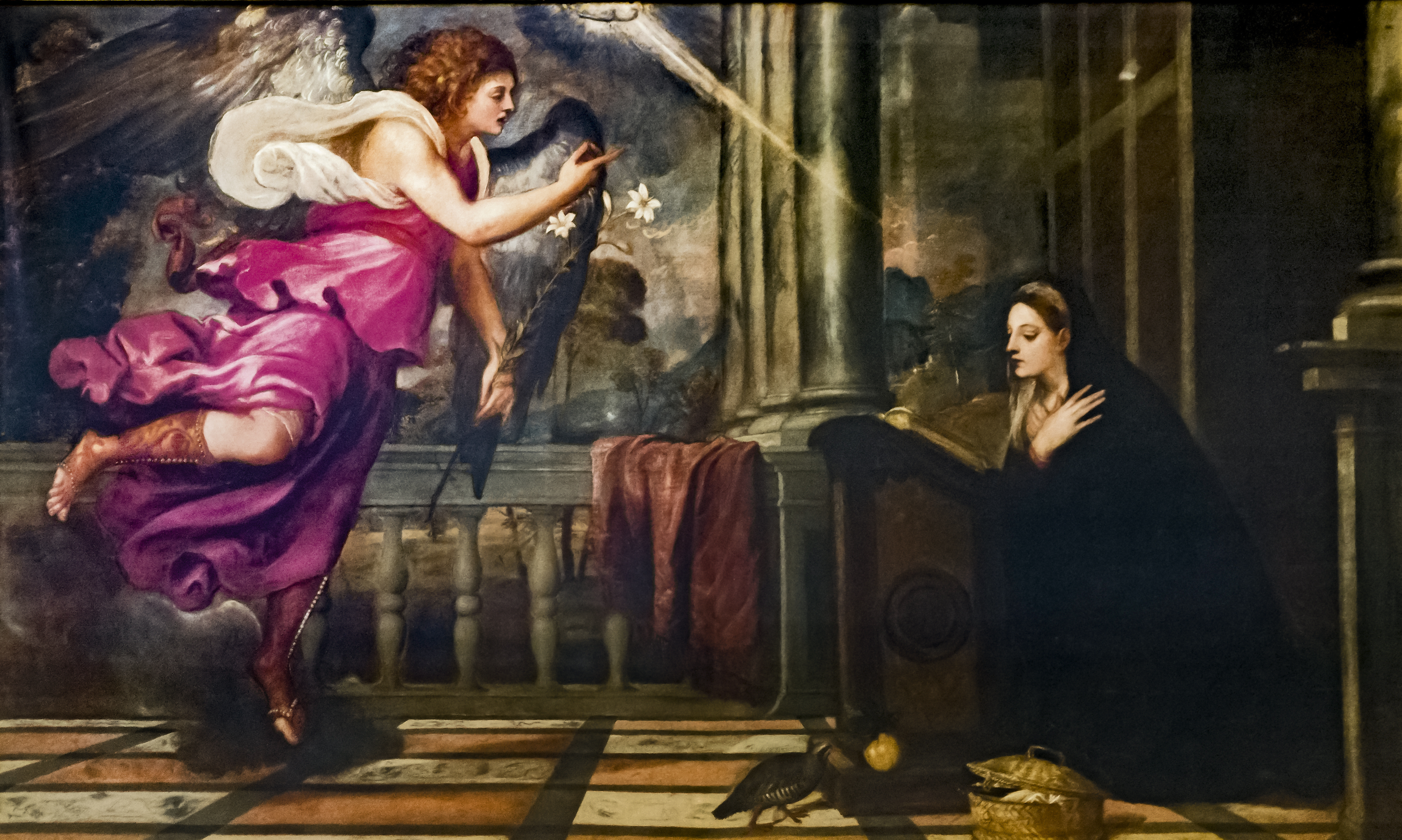
『受胎告知』1535年頃 サン・ロッコ大同信徒会所蔵
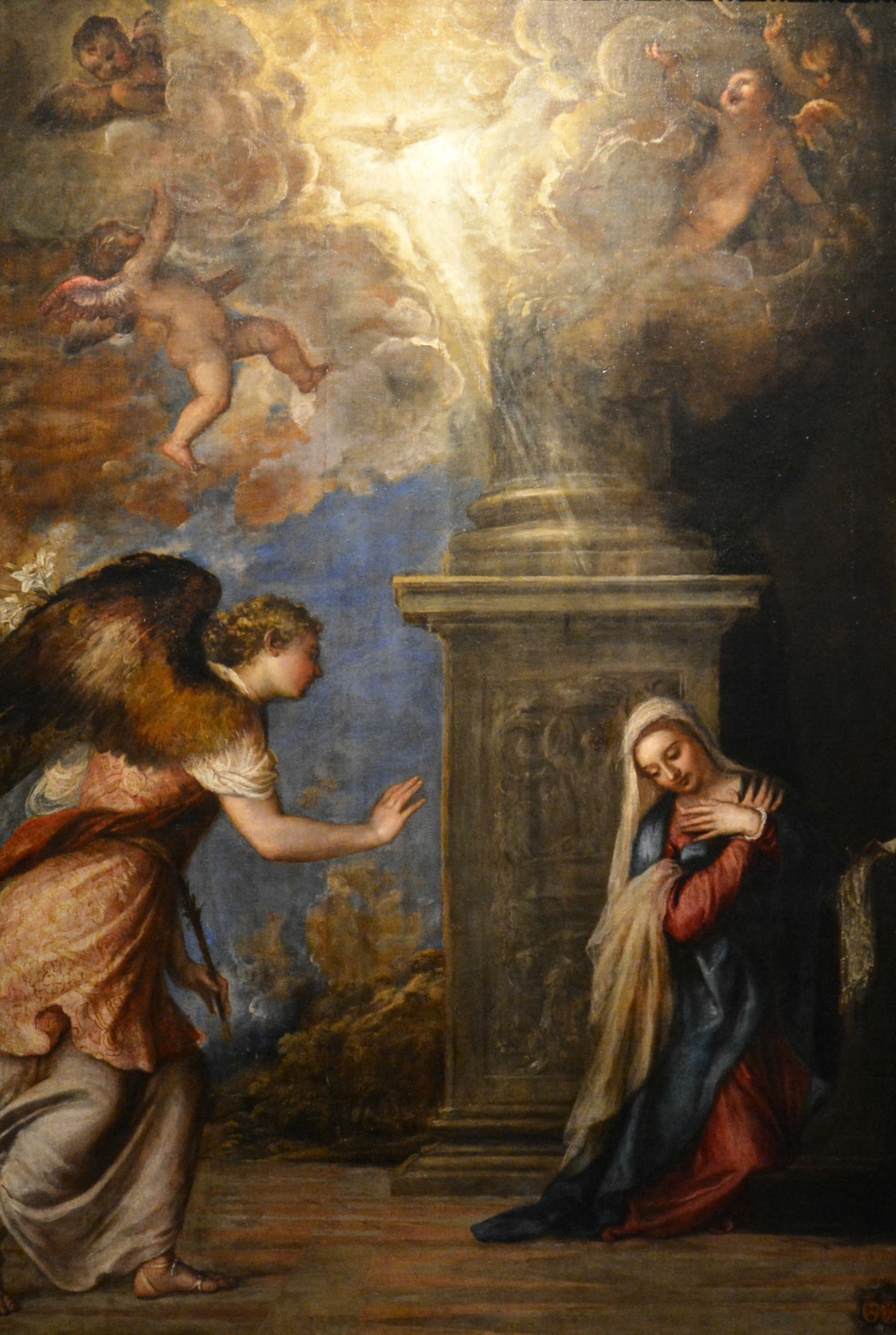
『受胎告知』1557年頃 カポディモンテ美術館所蔵